# 手の少陰心経
手の少陰心経（てのしょういんしんけい、中国語 手少陰心經 shǒu shaoyíng xinjīng、英:The heart Meridian of Hand-ShaoyinもしくはShoushaoyin Xinjingxue）とは心経に属する手を流れる陰経の経絡である。心臓と小腸は共に中国の五行（木、火、土、金、水）でいうと火（君火）に属するため密接な関係を持つ。流注によると心はもとより心包と共に神に通じ、ここが病むと精神活動に影響すると言われている。また心は血脈をつかさどるため、胸の痛みなど心臓疾患はもちろん血液疾患にも使われる。心経の募穴は巨闕穴（任脈）。
国際表記はHTまたはHと表記する。

## 流注（経絡の流れの道筋）
心中に起こり、心系に属し、横隔膜を下って小腸を絡う。その支なるものは心系より上行して咽を挟み目につながる。
直行するものは、心系より却って肺に上り、下って腋下に出て上腕内側を下り、肘の内側（少海穴）に出て、前腕内側を通って手関節内側の豆状骨上際（神門穴）を経て、小指の末端橈側に終わり、手の太陽小腸経に連なる。

## 手の少陰心経に所属する経穴の一覧
以下に出てくる寸、分などの尺は骨度法、同身寸法参照。

### HT1.極泉（きょくせん）
取穴部位：腋窩の中央、腋窩動脈拍動部
知覚神経：肋間神経外側皮枝、内側上腕皮神経
血管：腋窩動脈

### HT2.青霊（せいれい）
取穴部位：少海穴から極泉穴に向かい上3寸、上腕を外転外旋して取る。尺骨神経幹が走る。上腕動脈が通る。
禁鍼穴
筋肉：上腕三頭筋
運動神経：橈骨神経
知覚神経：内側上腕皮神経
血管：上腕動脈

### HT3.少海（しょうかい）
取穴部位：肘を半ば屈曲し、肘窩横紋の内端で、上腕骨内側上顆から橈側へ入ること5分
要穴：合水穴
筋肉：円回内筋、橈側手根屈筋
運動神経：正中神経
知覚神経：内側上腕皮神経
血管：尺側反回動脈、尺側側副動脈

### HT4.霊道（れいどう）
取穴部位：前腕前尺側にあり、神門穴の上1寸5分、尺側手根屈筋腱の橈側、霊道穴から神門穴まで尺骨神経幹が走り、尺骨動脈が通る。
要穴：経金穴
筋肉：尺側手根屈筋腱
運動神経：尺骨神経
知覚神経：内側上腕皮神経
血管：尺骨動脈

### HT5.通里（つうり）
取穴部位：前腕前尺側にあり、神門穴の上1寸、尺側手根屈筋腱の橈側
要穴：絡穴
筋肉：尺側手根屈筋腱
運動神経：尺骨神経
知覚神経：内側上腕皮神経
血管：尺骨動脈

### HT6.陰郄（いんげき）
取穴部位：前腕前尺側にあり、神門穴の上5分、尺側手根屈筋腱の橈側
要穴：郄穴
筋肉：尺側手根屈筋腱
運動神経：尺骨神経
知覚神経：内側上腕皮神経
血管：尺骨動脈

### HT7.神門（しんもん）
兵法：内尺澤（うちしゃくたく）
取穴部位：手関節掌側横紋の尺側にあり、豆状骨の上際で尺側手根屈筋腱の橈側
要穴：兪土穴、原穴
筋肉：尺側手根屈筋腱
運動神経：尺骨神経
知覚神経：内側上腕皮神経
血管：尺骨動脈

### HT8.少府（しょうふ）
取穴部位：手掌部にあり、指を屈し、薬指と小指の指尖が手掌に当たるところの中間、手掌の第4・第5中手骨間
要穴：滎火穴
筋肉：小指対立筋、虫様筋
運動神経：尺骨神経
知覚神経：尺骨神経浅枝
血管：総掌側指動脈

### HT9.少衝（しょうしょう）
取穴部位：小指橈側爪甲根部、爪甲の角を去ること1分
要穴：井木穴
知覚神経：尺骨神経浅枝
血管：第四背側中手動脈の枝

## 音声用心経経穴名一覧
キョクセン　　セイレイ　　ショーカイ　　レイドー　　ツーリ　　インゲキ　　シンモン　　ショーフ　　ショーショー

## 手少陰心経病
主に心痛、口渇、目黄、脇痛、前腕内側の冷痛、手掌部の熱痛などが起こるとされている。